# Aroua Ben Abbas
Aroua Ben Abbas (arabe : أروى بن عباس), née en 1963 au Bardo, est une femme politique tunisienne et dirigeante du mouvement islamiste Ennahdha.
Elle remporte un siège à l'Assemblée des représentants du peuple lors des élections législatives de 2014 comme représentante d'Ennahda dans la deuxième circonscription de Tunis.

## Biographie
Sur le plan professionnel, elle dirige une entreprise de commercialisation et de réalisation de services d'architecture d'intérieur.
Sur le plan politique, elle se fait connaître en août 2014 lorsqu'elle est désignée candidate aux élections législatives pour le mouvement Ennahdha dans la deuxième circonscription de Tunis. Une fois élue, elle siège dans plusieurs commissions :
- règlement intérieur, immunité, lois parlementaires et lois électorales ;
- industrie, énergie, ressources naturelles, infrastructure et environnement ;
- commission électorale[3].

En juillet 2016, elle intègre le bureau exécutif de son parti comme chargée de l'environnement et de l'aménagement du territoire.
Après sa réélection lors des élections législatives de 2019, elle intègre d'autres commissions :
- réforme administrative, bonne gouvernance, lutte contre la corruption et contrôle de gestion des deniers publics ;
- affaires de la femme, de la famille, de l'enfance, de la jeunesse et des personnes âgées ;
- organisation de l'administration et des affaires des forces armées[3].

### Polémique sur le vaccin contre le coronavirus
Bien qu'elle fasse partie de la commission de la réforme administrative, de la bonne gouvernance, de la lutte contre la corruption et du contrôle de gestion des deniers publics, Ben Abbas reçoit le vaccin contre le coronavirus sans qu'elle ne figure sur la liste des personnes prioritaires. L'affaire est révélée par l'organisation I Watch (ar), ce qui pousse le parti Ennahdha à dénoncer le comportement de sa députée et de lui demander de présenter des excuses.